# Rivellia viridulans
Rivellia viridulans är en tvåvingeart som beskrevs av Robineau-desvoidy 1830. Rivellia viridulans ingår i släktet Rivellia och familjen bredmunsflugor. Inga underarter finns listade i Catalogue of Life.